# Partit Liberal Radical de Suïssa
El Partit Liberal Radical de Suïssa (en francès: Parti libéral-radical o PLR. Les Libéraux-Radicaux, en alemany: FDP.Die Liberalen, en italià: Partito liberale-radicale svizzero) és un partit polític de Suïssa format en 2009 a partir de la unió del Partit liberal i el Partit Radical Democràtic.
El seu nom s'origina en el període de la Restauració de l'Estat Federal Helvètic el 1848. En els seus primers anys representava a la burgesia protestant de Suïssa. Actualment es considera proper als interessos d'algunes empreses, com bancs i grans companyies farmacèutiques. En 2002 va donar suport al rescat multimilionari a la companyia Swissair. Disposa de dos consellers federals: Pascal Couchepin, ministre de l'Interior, i Hans-Rudolf Merz, ministre de Finances. A les eleccions federals suïsses de 2007 va obtenir 31 escons al Consell Nacional de Suïssa, el tercer partit millor representat.

## Resultats electorals
| Any  | Vots    | %     | Escons al CN | +/- | Escons al CE | +/- |
| ---- | ------- | ----- | ------------ | --- | ------------ | --- |
| 2011 | 368,951 | 15.1  | 30 / 200     | Nou | 11 / 46      | Nou |
| 2015 | 413,444 | 16.4  | 33 / 200     | 3   | 13 / 46      | 2   |
| 2019 | 366,303 | 15.1  | 29 / 200     | 4   | 12 / 46      | 1   |
| 2023 | 364,053 | 14.25 | 28 / 200     | 1   | 11 / 46      | 1   |

## Presidents
| Període     | Nom             | Cantó   |
| ----------- | --------------- | ------- |
| 2009 - 2012 | Fulvio Pelli    | Ticino  |
| 2012 - 2016 | Philipp Müller  | Argòvia |
| 2016 - 2021 | Petra Gössi     | Lucerna |
| des de 2021 | Thierry Burkart | Argòvia |